# Menhir (band)

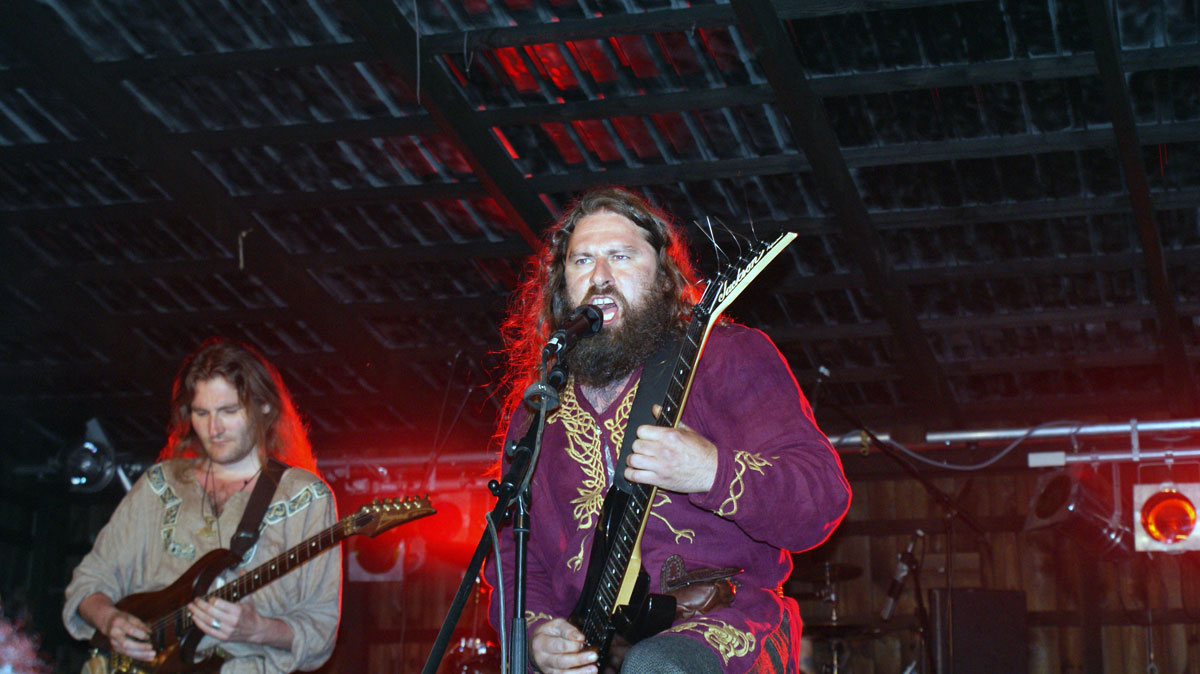
Menhir op het Hoernerfest in 2009.

Menhir is een Paganmetalband uit Thüringen. 
De in het Duitsgezongen teksten gaan vooral over de geschiedenis van Duitsland en Thüringen.
De band werd eind 1994 opgericht door Manuela, Heiko en Fix en in 1996 voegde Ralf (ook bassist van Odroerir) zich bij hen.

## Discografie
- Barditus (1995, Demo)
- Die ewigen Steine (1996)
- Buchonia (1997, Mini-CD)
- Thuringia (1999)
- Ziuwari (2002)
- Hildebrandslied (2007)